# Bolbelasmus meridionalis
Bolbelasmus meridionalis es una especie de coleóptero de la familia Geotrupidae.

## Distribución geográfica
Habita en Taiwán, China, Vietnam, Tailandia y en Indonesia.